# 카잔
카잔(타타르어: Казан, 1918년부터 1928년까지 قازان, 러시아어: Казань, 문화어: 까잔)은 러시아연방에 속한 타타르 공화국의 수도이다. 볼가강에 면해 있는 상공업 도시이다. 기계제조(농기·의료기·타이프라이터), 지방가공(脂肪加工：洗劑), 사진필름, 피혁, 아마공업 등이 성하다. 수상·육상교통의 요충지이다. 인구는 약 115만 명(2002년)이고, 모스크바로부터는 800 km이다.
11세기 초에 볼가불가르인에 의해서 건설되었다. 15세기에는 카잔 칸국의 수도로서 번창했다. 1708년에 카잔 칸국이 폐지되어 카잔은 러시아 제국의 지방 도시, 카잔 주의 주도가 되었다. 1774년, 푸가초프의 난으로 파괴되었다. 1804년에 건설된 대학이 있고, 문화의 중심지이다.

## 교통
카잔 시에는 철도와 버스 정류장, 하항과 국제 공항이 위치해 있다.

## 주민
| 연도                | 인구      | ±%      |
| ------------------- | --------- | ------- |
| 1897                | 130,000   | —       |
| 1926                | 175,597   | +35.1%  |
| 1939                | 398,014   | +126.7% |
| 1959                | 646,806   | +62.5%  |
| 1970                | 868,537   | +34.3%  |
| 1979                | 992,675   | +14.3%  |
| 1989                | 1,094,378 | +10.2%  |
| 2002                | 1,105,289 | +1.0%   |
| 2010                | 1,143,535 | +3.5%   |
| 2021                | 1,308,660 | +14.4%  |
| Source: Census data |           |         |

타타르족들이 40.5%, 러시아인들이 54.7%를 차지한다. 추바슈인(1.2%)들이 거주한다. 카잔의 추바슈족들은 러시아어를 쓰지만, 그들은 투르크계 민족이고, 일부는 러시아 정교회를 믿는다. 마리인(0.3%), 우드무르트인(0.1%), 모르도바인(0.2%)과 바슈키르인(0.2%), 아랍인과 둥간족, 위구르족, 파슈툰족(0.1%)들이 거주한다. 일부는 타타르어, 일부는 러시아어, 일부는 1가지나 2가지의 언어를 쓴다.
카잔의 이슬람교도는 대부분 바슈키르인과, 타타르족, 정교회는 대부분 러시아인, 일부 추바슈인이, 나머지는 다른 개신교 종파를 믿는다.

### 카잔의 독일인
카잔의 독일인 시초는 18세기가 시초이다. 카잔 독일인들은 러시아 군대에 인력을 지원해 주었고, 카잔 대학교에서 교수직도 맡기도 했다. 일부는 카잔에서 유명한데, 카를 푸흐스(Karl Fuchs)가 그렇다. 제2차 세계 대전때에는 스탈린에 의해 중앙아시아로 추방되기도 하였다. 오늘날 카잔 독일인들은 대부분 러시아어를 쓴다.

### 아수르인 (아시리아인)
아수르인 그룹이 카잔에 살고 있다.

### 소비에트 연방
제2차 세계 대전때 서방전 선에서 카잔의 인구가 병력으로 지원되었다. 일부는 다시 카잔에 정착을 했다. 유대인, 우크라이나인, 벨라루스인, 폴란드인, 기타(2.5%의 거의 가까운 인구)였다. 러시아어를 썼지만, 억양은 우크라이나 억양, 대부분의 유대인 억양과 투르크억양의 러시아어를 썼다.

### 1990년대 이후
카잔에는 1개의 가장 큰 아제리 공동체가 있다. 대부분의 아제르바이잔인들이 불법체류자로 일하고 있다. 아제르인들은 대부분 상업에 종사하고 있다. 흥미롭게도 카잔의 아제르인들은 러시아어와 타타르어를 유창하게 할 줄 안다.
다른 캅카스계 민족들이 다게스탄 공화국, 조지아, 아르메니아, 다른 지역에서 왔다. 그들은 카페에서 일하고 있다.
다른 거대한 중앙아시아인 그룹이 있는데, 우즈벡인, 타지크족, 집시와 키르기스족, 카자흐족, 파슈툰족, 투르크멘족들이 그것이다. 일부 우즈벡인과 타지크족들이 카페나 페스트푸드점을 운영한다. 동아시아 출신들은 중국인, 한국인(주로 고려인), 일본인이다.
카잔 시에는 일부 사람들이 불법체류를 하고 있다. 이들 중 일부는 러시아어와 타타르어, 그들이 러시아어와 타타르어를 섞어서 쓰는 말을 이해하지 못한다.
나머지는 외국 기술자나 외국기업으로 진출해 가거나, 학생들은 카잔 대학교에서 공부를 한다. 2,000 명에 가까운 튀르키예인 기술자가 카잔에서 일한다.

## 기후
| 카잔의 기후                                                      | 카잔의 기후   | 카잔의 기후   | 카잔의 기후   | 카잔의 기후   | 카잔의 기후 | 카잔의 기후 | 카잔의 기후  | 카잔의 기후  | 카잔의 기후 | 카잔의 기후   | 카잔의 기후   | 카잔의 기후   | 카잔의 기후   |
| 월                                                               | 1월           | 2월           | 3월           | 4월           | 5월         | 6월         | 7월          | 8월          | 9월         | 10월          | 11월          | 12월          | 연간          |
| ---------------------------------------------------------------- | ------------- | ------------- | ------------- | ------------- | ----------- | ----------- | ------------ | ------------ | ----------- | ------------- | ------------- | ------------- | ------------- |
| 역대 최고 기온 °C (°F)                                           | 4.5 (40.1)    | 5.6 (42.1)    | 15.8 (60.4)   | 29.5 (85.1)   | 33.5 (92.3) | 37.5 (99.5) | 38.9 (102.0) | 39.0 (102.2) | 32.3 (90.1) | 23.4 (74.1)   | 15.0 (59.0)   | 6.1 (43.0)    | 39.0 (102.2)  |
| 일평균 최고 기온 °C (°F)                                         | −7.1 (19.2)   | −6.3 (20.7)   | 0.3 (32.5)    | 10.5 (50.9)   | 19.7 (67.5) | 23.6 (74.5) | 25.8 (78.4)  | 23.5 (74.3)  | 16.8 (62.2) | 8.5 (47.3)    | −0.3 (31.5)   | −5.4 (22.3)   | 9.1 (48.4)    |
| 일일 평균 기온 °C (°F)                                           | −10.0 (14.0)  | −9.7 (14.5)   | −3.3 (26.1)   | 5.8 (42.4)    | 14.0 (57.2) | 18.3 (64.9) | 20.5 (68.9)  | 18.3 (64.9)  | 12.3 (54.1) | 5.3 (41.5)    | −2.5 (27.5)   | −8.0 (17.6)   | 5.1 (41.2)    |
| 일평균 최저 기온 °C (°F)                                         | −12.8 (9.0)   | −12.7 (9.1)   | −6.5 (20.3)   | 1.9 (35.4)    | 9.0 (48.2)  | 13.5 (56.3) | 15.8 (60.4)  | 13.9 (57.0)  | 8.7 (47.7)  | 2.7 (36.9)    | −4.5 (23.9)   | −10.5 (13.1)  | 1.5 (34.7)    |
| 역대 최저 기온 °C (°F)                                           | −46.8 (−52.2) | −39.9 (−39.8) | −31.7 (−25.1) | −27.2 (−17.0) | −6.5 (20.3) | −1.4 (29.5) | 2.6 (36.7)   | 1.0 (33.8)   | −5.4 (22.3) | −23.4 (−10.1) | −36.6 (−33.9) | −43.9 (−47.0) | −46.8 (−52.2) |
| 평균 강수량 mm (인치)                                            | 46 (1.8)      | 37 (1.5)      | 38 (1.5)      | 34 (1.3)      | 38 (1.5)    | 57 (2.2)    | 62 (2.4)     | 55 (2.2)     | 50 (2.0)    | 54 (2.1)      | 45 (1.8)      | 50 (2.0)      | 566 (22.3)    |
| 평균 강우일수                                                    | 3             | 2             | 4             | 11            | 15          | 18          | 16           | 16           | 18          | 17            | 10            | 5             | 135           |
| 평균 강설일수                                                    | 26            | 22            | 16            | 6             | 1           | 0           | 0            | 0            | 1           | 7             | 20            | 24            | 123           |
| 평균 상대 습도 (%)                                               | 84            | 80            | 76            | 67            | 58          | 65          | 68           | 70           | 75          | 80            | 85            | 84            | 74            |
| 평균 월간 일조시간                                               | 35.6          | 71.9          | 144.4         | 213.0         | 290.1       | 308.6       | 316.1        | 253.0        | 156.3       | 78.0          | 32.9          | 21.4          | 1,921.3       |
| 출처 1: Pogoda.ru.net (평년값: 1991년~2020년, 극값: 1812년~현재) |               |               |               |               |             |             |              |              |             |               |               |               |               |
| 출처 2: 미국 해양대기청                                          |               |               |               |               |             |             |              |              |             |               |               |               |               |

## 출신 인물
- 발레리 게라시모프: 러시아군 참모총장

## 자매결연 도시
- 사우디아라비아 지다
- 카자흐스탄 아스타나

## 우호도시
- 대한민국 광주광역시

## 카잔의 역사적 이름 변화
- '깨끗하지 않은 곳'
- (1103년-1220년) : Öçil
- (1220년-1278년) : Ğazan/Qazan
- (1278년-1350년) : Aqbikül
- (1350년-1430년) : Bolğar âl-Cädid/Yaña Bolğar - '새로운 볼가르'(Bolğar)
- (1430년-)

"카잔"이라는 이름은 1278년-1430년 사이에 처음으로 나타났다.
- (1928년–1939년) : Qazan; (타타르어)
- (1939년–2000년) : Казан;
- (1918년–1928년) : قازان ;
- (1922년–1918년), 아랍문자: قزان ;
- 러시아어: Каза́нь [Kazań];
- 아랍어 (역사적인 이름): Bulgar al-Jadid (타타르어로는 Bolğar âl-Cädid) - 새로운 볼가르(Bolğar);
- 독일어: Kasan, 라틴어: Casan, 프랑스어: Kazan